# Hershkovitzia coeca
Hershkovitzia coeca är en tvåvingeart som beskrevs av Oskar Theodor 1967. Hershkovitzia coeca ingår i släktet Hershkovitzia och familjen lusflugor. Inga underarter finns listade i Catalogue of Life.